# Paloniella
Paloniella is een geslacht van wantsen uit de familie van de Miridae (blindwantsen). Het geslacht werd voor het eerst wetenschappelijk beschreven door Bertil Robert Poppius in 1915.

## Soorten
Het genus bevat de volgende soorten:

- Paloniella annulata (Ren & Huang, 1987)
- Paloniella bedfordi (Hesse, 1947)
- Paloniella cuneata (Slater & Schuh, 1969)
- Paloniella erinacea Krüger, 2018
- Paloniella flavicolor Akingbohungbe, 2004
- Paloniella garmsi Krüger, 2018
- Paloniella latifrons Akingbohungbe, 1996
- Paloniella microchelys Yasunaga, Duangthisan & Yamada, 2016
- Paloniella montana (Ren & Yang, 1988)
- Paloniella mutabilis Akingbohungbe, 1996
- Paloniella niger (Linnavuori, 1975)
- Paloniella nodifrons Akingbohungbe, 2003
- Paloniella ovata Akingbohungbe, 2006
- Paloniella parallela Yasunaga & Hayashi, 2002
- Paloniella pellucida Akingbohungbe, 1996
- Paloniella pseudotyloides Akingbohungbe, 1996
- Paloniella senegalensis Akingbohungbe, 1996
- Paloniella suffuscipennis Akingbohungbe, 1996
- Paloniella tafoensis Akingbohungbe, 1996
- Paloniella umbrosa (Slater & Schuh, 1969)
- Paloniella xizangana (Ren, 1988)